# Деревій степовий
Деревій степовий (Achillea stepposa) — вид рослин із родини айстрових (Asteraceae).

## Біоморфологічна характеристика

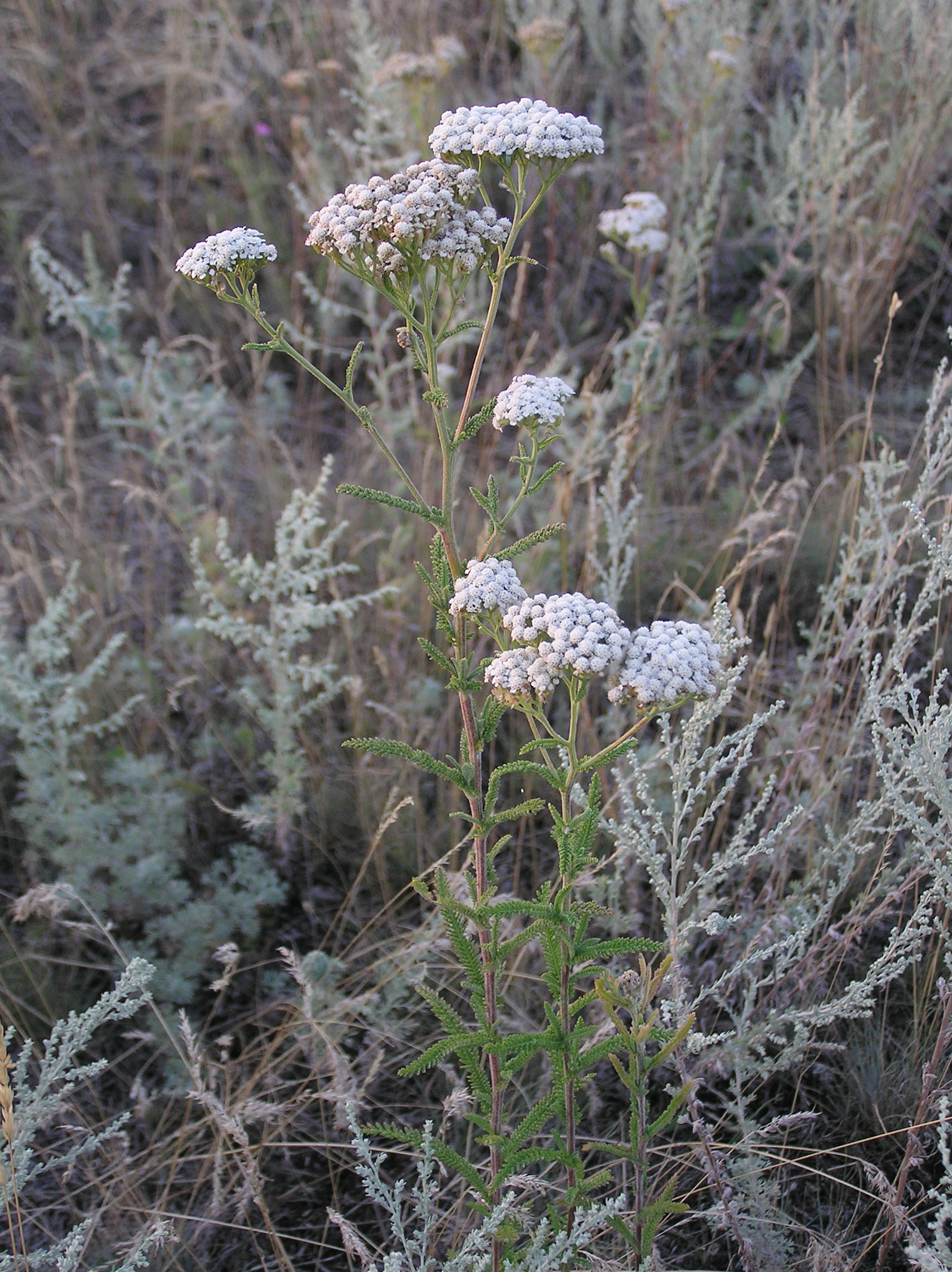

Це багаторічна трав'яниста рослина 20–70 см заввишки з одним чи кількома стеблами. Кореневище повзуче, розгалужене. Стебла прямовисні чи від основи висхідні, як і вся рослина, густо запушені довгими кучерявими волосками. Листки в контурі лінійні, ланцетні, довгасто-ланцетні, довгасті, тричі перисто-розсічені; нижні стеблові та листки вегетативних пагонів (3)5–35 см завдовжки і 0.7–2.5 см завширшки, з ніжками 0.7–15 см завдовжки; середнє і верхнє листя сидяче, 2–10 см завдовжки і 0.4–2.2 см ушир, біля основи з вушками. Кінцеві частки сегментів листків ланцетні, 0.2–1 мм завширшки. Кошики зібрані в густі щільні щитки. Обгортки кошиків довгасто-циліндричні, 3.5–4.5 мм завдовжки; листочки обгортки жовтувато-зелені чи з бурою облямівкою. Язички крайових квіток 1.2–1.8 мм завдовжки, білі чи жовтувато-білі, напів-еліптичні чи майже округлі. Сім'янки довгасто-клиноподібні. Період цвітіння: червень — серпень. 2n = 36

## Середовище проживання
Вид зростає в Україні, Росії, Киргизії. Також знайдений у Молдові на крутих кам'янистих берегах притока Дністра – річки Жидавка.
В Україні вид звичайний у лівобережному Лісостепу й Степу й у Криму — росте на відкритих сухих схилах, уздовж доріг.